# Ronald Seunig
Ronald Seunig (přezdívaný jako Ronnie; 5. května 1964, Vídeň, Rakousko) je rakouský podnikatel a zakladatel nákupního centra Family City (dříve Excalibur City). V letech 2015 až 2019 byl vydavatelem měsíčníku Allesroger? – Das Querformat für Querdenker.

## Životopis
Seunig se narodil 5. května 1964 ve Vídni, kde vyrůstal spolu se třemi staršími sourozenci. Později se rodina přestěhovala do dolnorakouského Waldviertelu. Na střední škole studoval Seunig obory Průmyslový úředník a Autolakýrník, ale nedokončil úspěšně ani jeden z nich. V 19 letech založil dva podniky, které oba zkrachovaly za krátký čas. Po pádu železné opony v roce 1989 přešel z pohostinství na provozování kasin s hracími automaty v Česku.
Krátce poté, co země přijala zákony na ochranu před bující závislostí na hazardu, se Seunig a jeho tehdejší obchodní partner Jaroslav Vlasák uchýlili na Hatě k rakouským státním hranicím. Zmíněné území na hraničním přechodu Hatě–Kleinhaugsdorf se stalo bezcelním v roce 1991. V roce 1993 získal Seunig pozemky dnešního Family City a postavil na nich nákupní centrum. Seunigův obchodní záměr byl kritizováný mimo jiné i novinářkou Janou Lorencovou v televizním pořadu Klekánice. Lorencová upozornila, že dochází k nelegálnímu pašování alkoholu a cigaret, které nepodléhaly zdanění (DPH, spotřební daň) ani clu při jejich nelegálnímu převozu do Československa (později Česka). Nezákonné pašeráctví bylo možné kvůli chybě v zákoně. Situace způsobila omezení fungování volného trhu u podnikatelů ve Znojmě a přilehlém okolí. Seunigův obchodní partner Vlasák využil vydělané finanční prostředky k financování hokejového týmu HC LERAM Orli Znojmo.
Jeden rok po vstupu České republiky do Evropské unie se změnily rámcové podmínky obchodu v oblasti, protože skončila bezcelnost pro pozemní hraniční přechody. Nově zavedený systém „Travel-free“ zvýšil limity osvobození pro různé skupiny výrobků. V roce 2003 oznámil Seunig, že chtěl nabídku na místě rozšířit o tematický svět o rozloze 175 000 m2, který byl prezentován pod pracovním názvem „Land der Lügen“. Projekt nebyl realizován. Plánovaný projekt dobrodružného parku ve Vídni, který se měl jmenovat Paradiso, se rovněž neuskutečnil. Seunig vystupoval jako poloviční vlastník společnosti „Paradiso Errichtungs- und BetriebsGmbH“, která byla za tímto účelem založena.

## Osobní život
Seunig byl členem Svobodné strany Rakouska, ale prý vystoupil po stranické konferenci v Knittelfeldu v roce 2002. Seunig má dvě děti. Syn Roger převzal vedení nad Family City v roce 2020. Vlastní trojí občanství – české, rakouské a australské. Zakoupil si ranč v Austrálii, kde nyní většinu času žije. Retrospektivně sám sebe označil za šilinkového milionáře v roce 1996.

## Kontroverze

### Sexistická reklama na energetický nápoj
Při uvedení energetického nápoje Excalibur na trh v roce 1997 zveřejnila Seunigova společnost motiv plakátu, který rakouská Rada pro reklamu odsoudila kvůli sexistickému zobrazení žen. Na plakátu byla zobrazena nahá žena sedící na podlaze s roztaženýma nohama, jejiž vulvu zakrýval pouze meč a plechovka daného energetického nápoje. Vizuál byl doplněn textem v němčině, který lze přeložit jako: „Uvedení výrobku na trh?“ Kombinace textu a obrázku přiměla Radu pro reklamu k zákazu prodávání nápoje. Sám Seunig obvinění ze sexismu odmítl.

### Fascinace Adolfem Hitlerem, otázka válečné viny a napadení Polska
V roce 2003 citoval časopis Trend některé Seunigovy výroky o Adolfu Hitlerovi, což vyvolalo pobouření. Při rozhovoru provedl Seunig týdeníku Trend svým domem, kde si novinář mimo jiné všiml stropní fresky s Hitlerovým vyobrazením. Reportér se zeptal na důvod pro vyobrazení diktátora a Seunig mu odpověděl slovy: „Protože se od něj můžete neuvěřitelně mnoho naučit, zejména pokud jde o média, jeho projevy, všechno jsem si to prohlížel, je neuvěřitelné, čeho byl schopen. (...) Nic z toho není pravda, nebyl to on (Hitler), kdo rozpoutal válku.“
Seunig označil Hitlera za nejvýznamnější osobnost historie, protože toho hodně změnil. Přirovnal Hitlera k Ježíši. Poté, co se reportér zmínil o válečných zvěrstvech při druhé světové válce, k nimž došlo za Hitlerovy vlády, a otázce válečné viny, popřel Seunig invazi do Polska. „Nic z toho není pravda, to nebyl on, kdo začal válku, Hitler byl vyprovokován,“ vysvětlil Seunig. Podnikatel popsal informace, které se šíří o Hitlerovi dnes, jako „velká historická lež“ a „přehnaná propaganda“.
Dolnorakouská politička Madeleine Petrovicová pak jménem dolnorakouské strany Zelených podala státnímu zastupitelství trestní oznámení pro podezření z adorace nacionálního socialismu u Seuniga. Seunig pak v tiskovém prohlášení oznámil, že není „obdivovatelem veškeré Hitlerovy politiky“ a že se mu příčí „zvěrstva druhé světové války i nesmyslná americká válka v Iráku“.

### Podpora pravicově extremistické televizeAUF1
V roce 2024 poskytl rozhovor krajně pravicové televizní stanici AUF1, v němž šířil konspirační teorie (např. o Velkém resetu nebo nepravdivé informace o pandemii COVID-19). Jeho syn Roger Seunig, šéf nákupního centra Family City, zadával inzeráty ohledně centra do vysílání stanice.

### allesroger? – Das Querformat für Querdenker
V letech 2015 až 2019 vydával Seunig měsíčník Allesroger? - Das Querformat für Querdenker, který Dokumentační centrum rakouského odboje označilo za konspiračně-teoretický, rasistický, antisemitský, misogynní a blízký pravicovému extremismu. V říjnu 2019 ukončil Seunig jeho vydávání v Rakousku.

### Konspirace o očkování a popírání koronaviru
Seunig poskytl v roce 2021 rozhovor internetovému médiu Report24, v němž šířil konspirační příběhy o očkování proti koronaviru. Síť Correctiv považuje toto médium podle vlastního průzkumu za pravicově extremistické. Kontrast.at jej považuje za nástupce krajně pravicového týdeníku Wochenblick.